# 陳我德
陳我德，號惠我，雲南楚雄衛籍直隸蒙城縣人，明朝政治人物、同进士出身。

## 生平
崇禎六年癸酉科雲南鄉試第二十九名舉人，七年（1634年），登甲戌科會試第二百十五名，廷試三甲二百十七名进士，吏部觀政，崇祯十年授福清县知县，十一年調用去職。

## 家族
曾祖陳鼐，祖陈东阳，父陈于舜。